# 이원호 (소설가)
이원호는 1947년 전북 전주에서 태어나 20년 동안 무역업에 종사하였다. 업무상의 경험과 지식들은 그를 현장감 넘치는 기업 소설가로 우뚝 서게 한다. 
1991년 《할증여행》으로 작가로서의 길로 들어서 1992년 《황제의 꿈》 《밤의 대통령》으로 연속 밀리언셀러의 반열에 오르며 대중문학가로서의 최고의 찬사를 받는다. 그 후 신간 발표 때마다 그의 독자층은 폭과 깊이를 더해 간다. 그의 글은 군더더기가 없고 전개 속도가 빨라 책장이 술술 넘어가는 독서를 하게 한다. 
초반의 기업소설에서 역사소설, 개척소설, SF소설, 무협소설, 정치소설 등 다양한 장르로 영역을 확장, 매년 7∼8권의 소설을 집필하여 현재 60여 종 167권의 소설을 출간하였다. 
주요 작품으로 《영웅의 도시》 《신의 전설》 《질풍시대》 《불륜시대》 《광풍》 《황금제국》 《서유기》 《영웅기》 《군주론》《제3제국》《영웅시대》《가족》외 다수가 있다.